# Los bajos fondos (película de 1957)
Los bajos fondos (どん底 Donzoko?) es una película japonesa de 1957 escrita y dirigida por Akira Kurosawa. Basada en la obra teatral homónima, escrita por Máximo Gorki, la ambientación de la historia cambia de la Rusia zarista original al período Edo de Japón.

## Argumento
En un inquilinato arruinado de Edo el anciano Rokubei y su amargada esposa Osugi regentan un albergue en el que alquilan habitaciones y camas. Sus inquilinos son jugadores, prostitutas, ladrones y borrachos todos luchando por sobrevivir. La hermana menor de la casera, Okayo, que ayuda a los propietarios con el mantenimiento del lugar, trae a un anciano llamado Kahei y le alquila una cama. Kahei rápidamente asume el papel de mediador y abuelo putativo de los vecinos, aunque hay un aire de misterio sobre él y algunos de los inquilinos sospechan que su pasado no es intachable.
Sutekichi, un ladrón y el líder autoproclamado de la residencia, está teniendo una aventura con Osugi, la casera, aunque gradualmente está cambiando su atención hacia Oyako más joven y de carácter dulce. Sin embargo Okayo piensa poco de él, lo que frustra a Sutekichi y amarga su relación con Osugi. Celosa y vengativa, Osugi conspira para seducir a Sutekichi y convencerlo de asesinar a su marido para que pueda entregarlo a las autoridades. Sutekichi ve a través de su seducción y se niega a tomar parte en el asesinato. El marido descubre la aventura, se pelea con Sutekichi y solo se salva gracias a la intervención de Kahei.
Poco a poco, Okayo comienza a ver algo bueno en Sutekuchi y comienza a responder favorablemente a sus avances. Rokubei y Osugi atacan y golpean entonces a Okayo, lo que provoca que los inquilinos ingresen en la casa de los propietarios para salvarla. Sutekichi se enfurece al conocer la forma en que trataron a Okayo, y en el caos subsiguiente, Rokubei es asesinado accidentalmente luego de ser atacado por Sutekichi. Osugi culpa a Sutekichi por el asesinato de su esposo. En lugar de defenderse, el enfurecido Sutekichi afirma que ella lo había incitado a hacerlo. Okayo ahora cree que los dos la han usado para proporcionar una excusa para matar al esposo de Osugi. Ella no tendrá nada que ver con Sutekichi. Kahei, cuyo testimonio podría haber absuelto a Sutekichi, huye por temor a tener que comparecer ante el tribunal para testificar (lo que aumenta las sospechas de que tenía algo que ocultar). Sutekichi y Osugi son arrestados.
Otras subtramas, algunas de naturaleza cómica, involucran a los ocupantes de la vivienda: un actor envejecido que ha perdido su capacidad de memorizar líneas; un artesano que es indiferente a la muerte inminente de su esposa enferma, pero cuando esta finalmente muere se convierte en un hombre roto; un indigente que dice ser descendiente de una familia de samuráis, lo cual afirma sin bases; y un grupo de borrachos que parecen alegrarse ante la desgracia.

## Reparto
| Actor             | Personaje                       |
| ----------------- | ------------------------------- |
| Toshiro Mifune    | Sutekichi (El ladrón)           |
| Isuzu Yamada      | Osugi (La casera)               |
| Kyōko Kagawa      | Okayo (hermana de Osugi)        |
| Ganjirō Nakamura  | Rokubei (marido de Osugi)       |
| Koji Mitsui       | Yoshisaburo (El jugador)        |
| Kamatari Fujiwara | El actor                        |
| Akemi Negishi     | Osen (la prostituta)            |
| Minoru Chiaki     | Tonosama (El ex-samurai)        |
| Nijiko Kiyokawa   | Otaki (El vendedor de caramelo) |
| Eijirō TōNo       | Tomekichi                       |
| Eiko Miyoshi      | Asa (mujer de Tomekichi)        |
| Kichijiro Ueda    | Shimazo (El agente policial)    |
| Haruo Tanaka      | Tatsu                           |
| Bokuzen Hidari    | Kahei (El peregrino)            |
| Yū Fujiki         | Unokichi                        |

## Recepción
La película recibe críticas positivas destacándose la capacidad de Kurosawa para causar empatía en la audiencia. El crítico de The New York Times Bosley Crowther señala "Este es el propósito de la imagen, hacer que uno sufra y simpatice con ellos. La oscura técnica de imagen de Kurosawa logra este objetivo deprimente."
En su ensayo para The Criterion Collection Keiko McDonald y Thomas Rimer señalaron que "Siendo una película de Kurosawa, la carga de la compasión se transfiere a nosotros. Cuando se encienden las luces, la teatralidad por la que esta película es famosa se aleja junto con su textura cómica. Pero son esos hilos ocasionales de la sensibilidad cómica los que subrayan la intensidad de toda esta película. Estamos despiertos a la realidad sombría, al patetismo de los oprimidos."